# 金村站
金村站（：／ Geumchon yeok */?）是京义线沿線的一座高架車站，位於韓國京畿道坡州市金村1洞，有首都圈電鐵京義·中央線列车经停。本站位於坡州市中心，是該市的中樞車站。過去其地面建築容易受低窪地區的洪水氾濫影響，在高架新建工程完工後已獲改善。

## 車站結構
站體為2面4線雙島式月台的高架車站，候車月台設有月台幕門。

### 月台配置
| ↑ 金陵          |
| １２ \| ３４ \| |
| 月籠 ↓          |

| 月台 | 路線                   | 目的地                     |
| ---- | ---------------------- | -------------------------- |
| 1    | ●首都圈電鐵京義·中央線 | 不使用                     |
| 2    | ●首都圈電鐵京義·中央線 | 一山、首爾、龍門、砥平方向 |
| 3    | ●首都圈電鐵京義·中央線 | 文山方向                   |
| 4    | ●首都圈電鐵京義·中央線 | 不使用                     |

## 车站周边
- 金村高等学校
- 汶山第一高等学校
- 坡州市厅

## 历史
- 1906年4月3日 - 落成使用。
- 1994年1月1日 - 货运列车停止停靠本站。
- 2009年7月1日 - 首都圈电铁京义线开始使用本站。